# 塚原バイパス
塚原バイパス（つかはらバイパス）は、静岡県三島市塚原新田町内を迂回する国道1号 バイパスである。難所である箱根峠区間の曲線の改良および拡幅を目的として建設された。箱根峠側から続く三ツ谷バイパスと一体となって峠区間の交通の円滑化に貢献している。

## 概要
- 起点：静岡県三島市塚原新田
- 終点：静岡県三島市塚原新田
- 車線数：2車線（一部3車線）

## 歴史
- 1977年（昭和52年） : 開通

## 接続するバイパスの位置関係
（東京方面）三ツ谷バイパス - 塚原バイパス -（現道）- 三島バイパス（大阪方面）

## インターチェンジ・主な交差点
| 施設名                                | 接続路線名                           | 備考 | 所在地 |
| ------------------------------------- | ------------------------------------ | ---- | ------ |
| 国道1号（三ツ谷バイパス）箱根方面     |                                      |      |        |
| 三島塚原IC                            | 伊豆縦貫自動車道（東駿河湾環状道路） |      | 三島市 |
| 谷田東小山交差点                      | 静岡県道22号三島富士線               |      | 三島市 |
| 国道1号（三島バイパス）清水・沼津方面 |                                      |      | 三島市 |